# Mirosław Skurzewski
Mirosław Skurzewski, podpisywał się Skórzewski (ur. 9 grudnia 1934 w Warszawie, zm. 21 marca 2005 tamże) – polski dziennikarz sportowy.

## Życiorys
Był absolwentem Uniwersytetu Warszawskiego, od 1959 do 1971 pracował w Expressie Wieczornym, od 1971 w Przeglądzie Sportowym, m.in. jako szef działu piłki nożnej, od 1982 jako zastępca redaktora naczelnego.

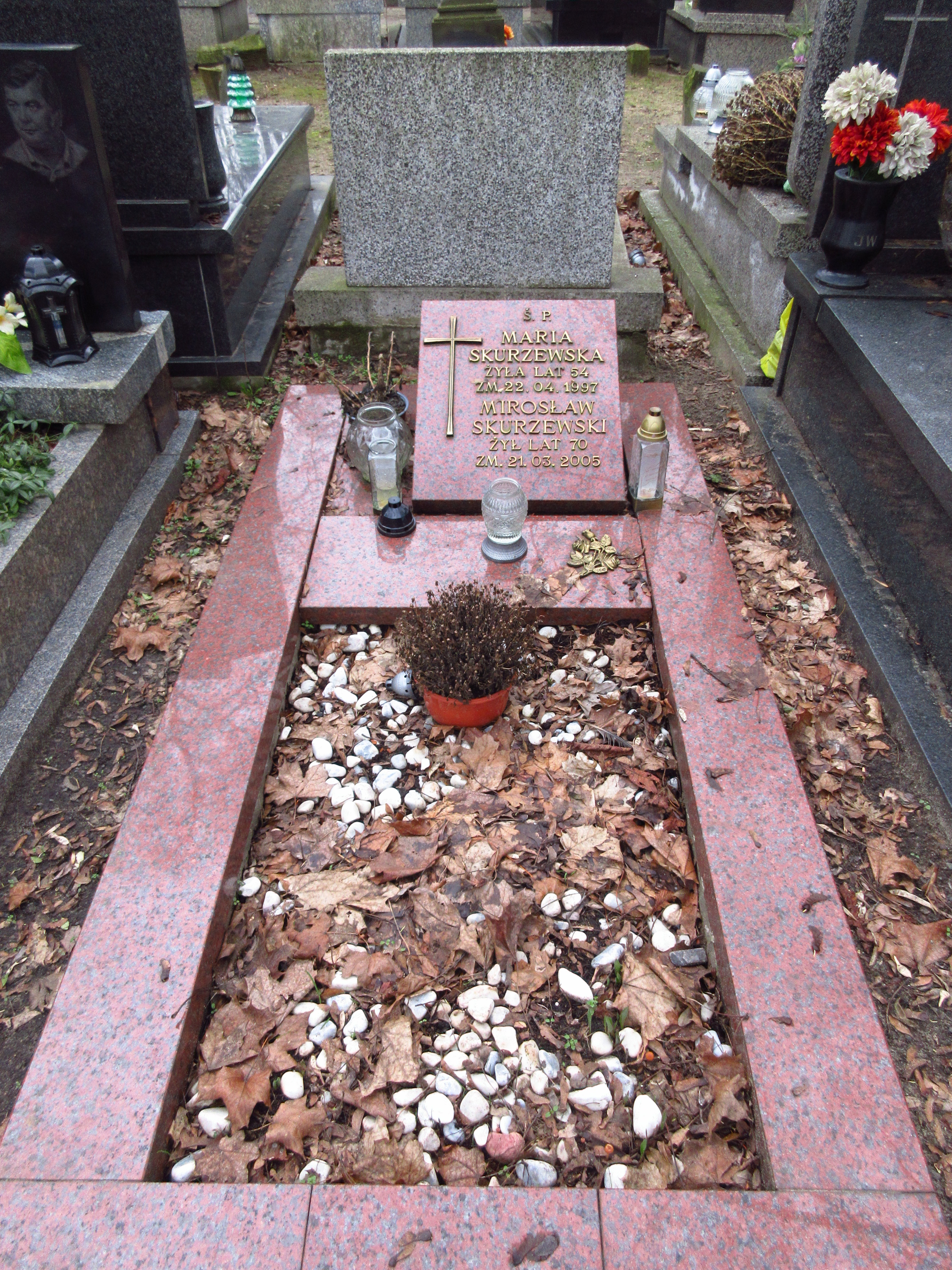
Grób Mirosława Skurzewskiego na Cmentarzu Bródnowskim.

W 1952 roku został wicemistrzem Polski juniorów w koszykówce z Legią Warszawa.
Relacjonował największe momenty w historii polskiej piłki nożnej, m.in. Igrzyska Olimpijskie w Monachium, mecz w 1973 z reprezentacją Anglii na Wembley czy Mistrzostwa świata w piłce nożnej w 1974, 1978, 1982 i 1986.
W 2001 został odznaczony Krzyżem Kawalerskim Orderu Odrodzenia Polski (M.P. z 2001, nr 23, poz. 406).
Pochowani na cmentarzu Bródnowskim w Warszawie (kwatera 25H-4-26).